# Sébastien Rémy
Sébastien Rémy (Audun-le-Tiche, 16 april 1974) is een voetballer uit Luxemburg, die werd geboren in Frankrijk. Hij speelt als middenvelder voor F91 Dudelange na eerder voor Sporting Mertzig te zijn uitgekomen.

## Interlandcarrière
Rémy kwam in ruim vijf jaar totaal 51 keer (nul doelpunten) uit voor de nationale ploeg van Luxemburg in de periode 2002-2008. Hij maakte zijn debuut op 21 augustus 2002 in het vriendschappelijke duel tegen Marokko, dat met 2-0 werd verloren. Zijn 51ste en laatste interland speelde hij op 27 mei 2008 in het oefenduel tegen de Kaapverdische Eilanden (1-1).